# Constituția Rusiei (1906)
Prima Constituție rusă a fost promulgată pe 23 aprilie 1906, în ajunul deschiderii lucrărilor primei Dume de Stat. 
Constituția afirma solemn în parte autocrația împăratului Rusiei, inclusiv supremația țarului asupra legilor, bisericii și Dumei. Exemple:
"ART. 4. Puterea supremă autocratică este investită în Țarul tuturor rușilor. Este porunca lui Dumnezeu ca această autoritate să fie respectată nu numai datorită fricii, dar datorită conștiinței."
"ART. 9. Țarul aprobă legile, iar fără aprobarea lui nici o lege nu poate fi aplicată."
Noua constituție definea scopul și și supremația legii asupra supușilor ruși. Ea reconfirma acordarea drepturilor omului așa cum se promisese în Proclamația din octombrie, făcându-le subordonate supremației legii. Definea compoziția și scopul Consiliului de Stat și ale Dumei de Stat. 

## Legăuri externe
- Fragmente din Constituția Imperiului Rus din 23 aprilie 1906
- Legile fundamentale